# Лучина
Лучина је насеље у Србији у општини Ћићевац у Расинском округу. Према попису из 2022. има 699 становника (према попису из 2011. било је 811 становника).
Налази се на магистралном путу Појате-Пожега, насеље је најпре било лоцирано на брду али се касније полако све више изграђивало у алувијалној равни поред магистралног пута и пруге, тако да се данас дели на Горњу и Доњу Лучину.
Први пут се помиње 1375. год. у Повељи Кнеза Лазара као место које је даривано Манстиру Раваница. Име лучина је према предању добила јер се у овом месту израђивао луч за светиљке које су коришћене за осветљавање соба и подрума и пошто мештани изађоше на глас као добри лучари и место доби име Лучина.
Прва школа у Лучини је отворена 1896. године
Овде се налази Запис Далиборов дуд (Лучина).

## Спорт
У месту функционише и ФК Победа Лучина основан 1971. године.

## Демографија
У насељу Лучина живи 751 пунолетни становник, а просечна старост становништва износи 42,2 година (41,0 код мушкараца и 43,4 код жена). У насељу има 283 домаћинства, а просечан број чланова по домаћинству је 3,28.
Ово насеље је великим делом насељено Србима (према попису из 2002. године).
|  |

| Демографија | Демографија | Демографија |
| Година      | Становника  | Становника  |
| ----------- | ----------- | ----------- |
| 1948.       | 1.034       |             |
| 1953.       | 1.017       |             |
| 1961.       | 1.059       |             |
| 1971.       | 1.082       |             |
| 1981.       | 1.087       |             |
| 1991.       | 1.005       | 970         |
| 2002.       | 927         | 992         |
| 2011.       | 811         |             |
| 2022.       | 699         |             |

| Етнички састав према попису из 2002.‍ | Етнички састав према попису из 2002.‍ | Етнички састав према попису из 2002.‍ | Етнички састав према попису из 2002.‍ | Етнички састав према попису из 2002.‍ |
| ------------------------------------ | ------------------------------------ | ------------------------------------ | ------------------------------------ | ------------------------------------ |
|                                      |                                      |                                      |                                      |                                      |
| Срби                                 | Срби                                 |                                      | 907                                  | 97,84%                               |
| Роми                                 | Роми                                 |                                      | 20                                   | 2,15%                                |
| непознато                            | непознато                            |                                      | 0                                    | 0,0%                                 |

| Година пописа     | 1948. | 1953. | 1961. | 1971. | 1981. | 1991. | 2002. |
| ----------------- | ----- | ----- | ----- | ----- | ----- | ----- | ----- |
| Број домаћинстава | 222   | 231   | 248   | 275   | 280   | 267   | 283   |

| Број чланова      | 1  | 2  | 3  | 4  | 5  | 6  | 7 | 8 | 9 | 10 и више | Просек |
| ----------------- | -- | -- | -- | -- | -- | -- | - | - | - | --------- | ------ |
| Број домаћинстава | 52 | 70 | 37 | 47 | 36 | 32 | 8 | 1 | 0 | 0         | 3,28   |

| Пол    | Укупно | Неожењен/Неудата | Ожењен/Удата | Удовац/Удовица | Разведен/Разведена | Непознато |
| ------ | ------ | ---------------- | ------------ | -------------- | ------------------ | --------- |
| Мушки  | 379    | 87               | 257          | 25             | 10                 | 0         |
| Женски | 406    | 53               | 263          | 75             | 15                 | 0         |
| УКУПНО | 785    | 140              | 520          | 100            | 25                 | 0         |

| Пол    | Укупно                    | Пољопривреда, лов и шумарство | Рибарство                            | Вађење руде и камена | Прерађивачка индустрија       |
| ------ | ------------------------- | ----------------------------- | ------------------------------------ | -------------------- | ----------------------------- |
| Мушки  | 203                       | 16                            | 0                                    | 29                   | 71                            |
| Женски | 83                        | 7                             | 0                                    | 2                    | 47                            |
| УКУПНО | 286                       | 23                            | 0                                    | 31                   | 118                           |
| Пол    | Производња и снабдевање   | Грађевинарство                | Трговина                             | Хотели и ресторани   | Саобраћај, складиштење и везе |
| Мушки  | 2                         | 12                            | 14                                   | 1                    | 21                            |
| Женски | 0                         | 1                             | 10                                   | 2                    | 1                             |
| УКУПНО | 2                         | 13                            | 24                                   | 3                    | 22                            |
| Пол    | Финансијско посредовање   | Некретнине                    | Државна управа и одбрана             | Образовање           | Здравствени и социјални рад   |
| Мушки  | 1                         | 0                             | 11                                   | 4                    | 2                             |
| Женски | 1                         | 0                             | 0                                    | 3                    | 3                             |
| УКУПНО | 2                         | 0                             | 11                                   | 7                    | 5                             |
| Пол    | Остале услужне активности | Приватна домаћинства          | Екстериторијалне организације и тела | Непознато            | Непознато                     |
| Мушки  | 2                         | 0                             | 0                                    | 17                   | 17                            |
| Женски | 1                         | 0                             | 0                                    | 5                    | 5                             |
| УКУПНО | 3                         | 0                             | 0                                    | 22                   | 22                            |

## Галерија
- школа у Лучини